# Канюк прерієвий
Каню́к прерієвий (Buteo swainsoni) — вид хижих птахів роду Канюк. Латинську назву виду надано на честь британського натураліста Вільяма Свенсона

## Опис
Канюк прерієвий — середніх розмірів хижий птах заходу Північної Америки, довжина тіла становить близько 50 см, вага в середньому 800 г для самців і близько 1100 для самиць (останні, як правило, більші за самців на третину). Дорослі особини переважно темні зверху і з темними грудьми. Забарвлення нижньої частини буває мінливим від майже білого до цілком темного. В польоті канюка прерієвого можна розпізнати за його загостреними кінцями крил, махові пера першого і другого порядку явно темніші і контрастують з загальним світлим тоном крила. На хвості вирізняються кілька темних пружків, з явною темною смугою на самому кінці, тобто верхівки хвостових пер темні, як і махові пера крил. Статевого диморфізму за забарвленням немає, самці і самиці, хоч різні за розміром, забарвлені приблизно однаково. Молодь звичайно дещо світліша, ніж дорослі особини, з віком спина і голова помітно темнішають. Загалом у популяції виділяються світліші і темніші морфи.

## Поширення
Цей канюк переважно поширений у степових районах. Районом первинного поширення є рівнини західних штатів США та прерії, також є кілька ізольованих популяцій на північному Заході в тундрових районах. Мігруючі популяції взимку перекочовують на пасовища та природні степи Аргентини, також невеликі групи зимують на півдні Флориди.
Природний ареал розмноження прерієвого канюка простягається від північної Мексики через центральну Альберту і Саскачеван з півдня на північ і від 100-го меридіану на Сході, не доходить парусот кілометрів кілометрів до узбережжя Тихого океану. Ізольовані популяції, в яких підтримується розмноження, відомі також з Аляски, південно-західного Юкону та Північно-західних територій. Головний міграційний шлях пролягає через центральну Америку вздовж східних передгір'їв Анд до північної Аргентини.

## Особливості біології
Канюк прерієвий захищає гніздову територію в період розмноження, в інший час дружній до особин свого виду, особливо під час зимівлі, коли можна зустріти зграї з сотень, а навіть тисяч особин на підвищеннях. Використовуючи як присади огорожі, електричні дроти та на дерева. Де таких сідал нема, вони приземляються на ґрунт, вибираючи будь-які горбки з рідкою рослинністю. Влітку полює переважно на малих ссавців, взимку ж споживає майже виключно коників-стрибунців. Може полювати з високої присади, а може нападати на здобич, ширяючи в повітрі.

## Охорона
Приблизні чисельність канюка прерієвого визначалась за даними обліку у Веракруз, Мексика, де, як вважається, пролітає більшість особин під час осінньої міграції. Таким чином було нараховано більше мільйона особин щорічно протягом кількох років, що дозволяє припустити величину американської популяції на цьому рівні. Все ще доволі значне, населення канюків суттєво зменшилось за роки, в той час як ареал розширився на Захід і на Схід.
Була зафіксована смертність у місцях зимівлі від пестицидів у середині 1990-х. Починаючи від кінця 1980-х в Аргентині широко використовувались токсичні фосфати монокротофос та ДДТ, зокрема для боротьби з сараною. Взимку 1994-95 і 1995-96 рр. більше 24 тис. канюків прерієвих загинули від отруєння монокротофосом. Однак уже в 1998-99 завдяки оперативному втручанню природоохоронців не було зафіксовано жодної масової смертності з цієї причини, і чисельність стабілізувалась.

## Галерея

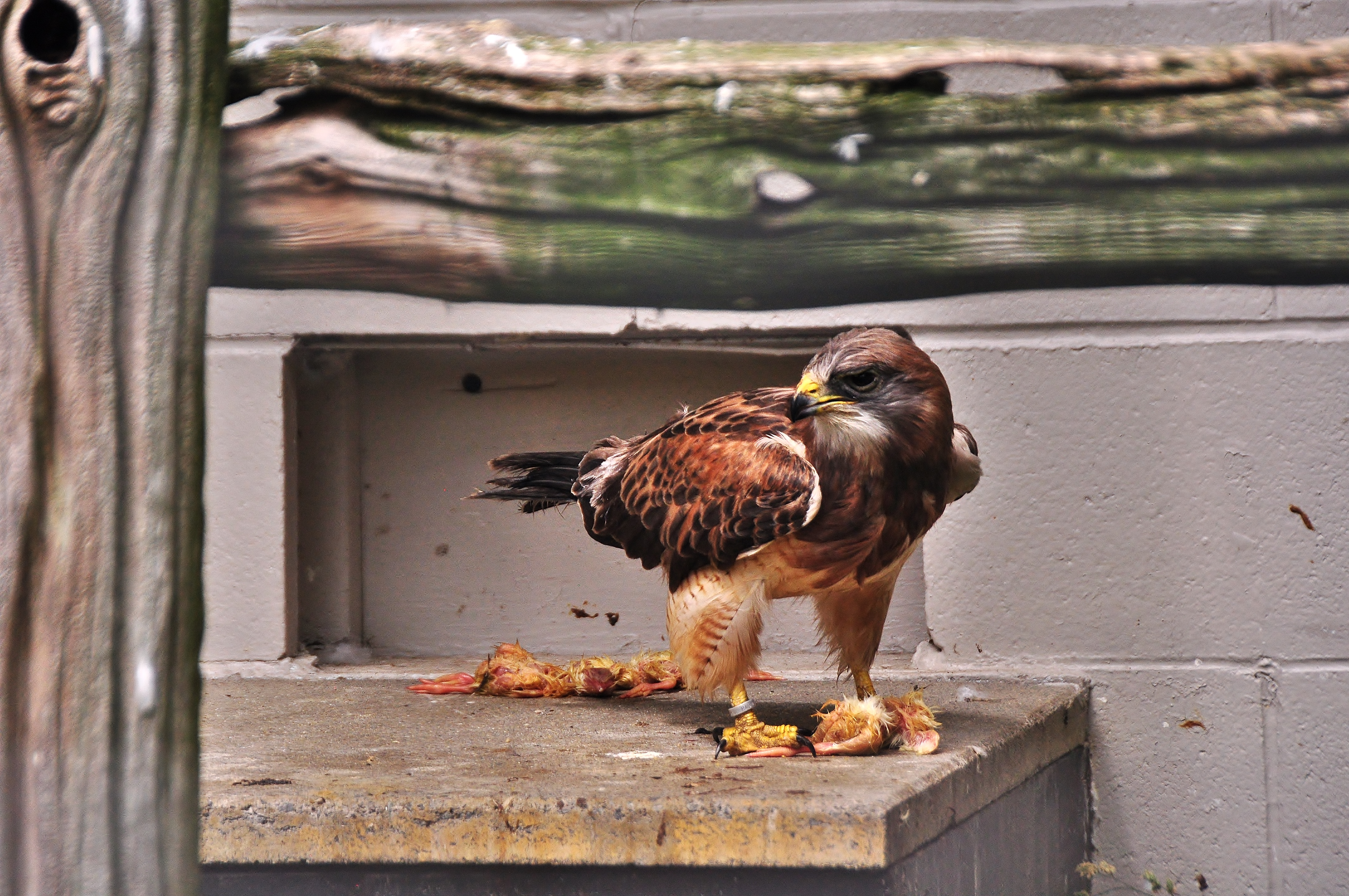
Канюк прерієвий споживає здобич у Парку Африканське Левине Сафарі поблизу Гамільтона, Онтаріо, Канада
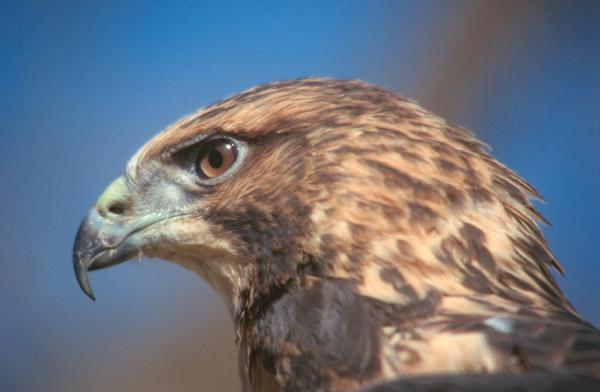
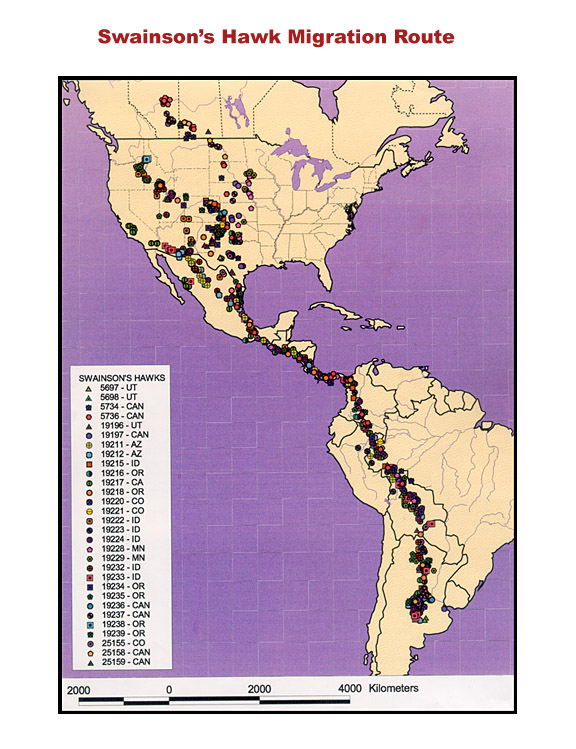
Маршрут міграції канюка прерієвого. Карта зроблена на підставі супутникового стеження за 30-ма особинами